# 秋山たまよ
秋山 たまよ（あきやま たまよ、1966年11月28日 - ）は、日本の漫画家。元CLAMPメンバー。大阪府出身。
1992年頃に独立。漫画を始めライトノベルの挿絵なども手がける。主に角川書店、新紀元社、ホーム社で執筆をしている。

## 作品リスト

### 漫画作品
- 『DERAYD』新紀元社〈ファンタジーコミック〉
- 『CLUSTER』新紀元社、全7巻
- 『魍魎姫伝』角川書店〈あすかコミックスDX〉全3巻
- 『SHADE』ホーム社〈アイズコミックス〉
- 『シークレット・チェイサー』角川書店〈あすかコミックスDX〉全2巻
- 『サイバープラネット1999 HYPER☆ルン』角川書店〈あすかコミックスDX〉全4巻
- 『ガイオード』角川書店〈あすかコミックスDX〉

### 挿絵
- 小林めぐみ『極東少年』角川書店〈角川スニーカー文庫〉全4巻
- 工藤圭『わたしの彼はハムスター!?』角川書店〈角川ティーンズルビー文庫〉
- 小林めぐみ『困らぬ前のかみだのみ　少年少女退魔録』角川書店〈角川スニーカー文庫〉